# Дарина
Дари́на — давнє жіноче ім'я слов'янського походження, що означає «дарована Богом», «подарунок» (болг. дарен).
В Україні воно часто вживається як форма християнського імені Дарія (на честь мучениці Дарії), але ім'я Дарія утворене від чоловічого імені Дарій.
Зменшені форми — Дари́нка, Дарі́йка, Да́ра, Да́ронька, Да́рочка, Да́рка, Да́рця, Дару́ся, Дару́сенька, Дару́сечка, Дару́ня, Дару́ненька, Дару́нечка, Дару́сик, Да́на, Ода́рка, Ода́ронька, Ода́рочка.

## Відомі носійки
- Дарина Олександрівна Апанащенко (нар. 1986) — українська футболістка
- Дарина Юріївна Березіна (нар. 1982) — українська письменниця й перекладачка.
- Дарина Сергіївна Верхогляд (нар. 1992) — українська веслувальниця.
- Дарина Валеріївна Гладун (нар. 1993) — українська письменниця.
- Дарина Юріївна Зевіна (нар. 1994) — українська плавчиня.
- Дарина Владиславівна Кириченко (нар. 1998) — українська сноубордистка.
- Дарина Такова (нар. 1963) — болгарська оперна співачка.
- Дарина Дмитрівна Макогон, більш відома як Ірина Вільде (1907—1982) — українська письменниця.